# Karolína Plíšková
Karolína Plíšková (Louny, 21 de março de 1992) é uma tenista profissional tcheca, sendo a actual número 9 do Mundo no ranking WTA em singulares. Durante a carreira já conquistou oito títulos WTA (sendo quatro em simples e quatro em duplas). Ela tem uma irmã gêmea que joga o Circuito, Kristýna Plíšková.
A partir de 17 de julho de 2017 ascendeu a número 1 do mundo no ranking WTA.

## Carreira juvenil
Karolína Plíšková é irmã mais velha da também tenista Kristýna Plíšková e tal como a irmã foi número um mundial de juniores. Ambas foram campeãs juvenis de Grand Slam no ano de 2010, sendo que Karolína ganhou o Australian Open da categoria derrotando Laura Robson na final e Kristýna conquistou Wimbledon.

## Carreira profissional

### 2012: Estreia no Grand Slam
Karolína disputou sua primeira chave principal de um torneio sênior do Grand Slam no Aberto da França. Para se qualificar, ela derrotou Dia Evtimova, Tamaryn Hendler e Laura Robson. Ela perdeu na primeira rodada para a número 8 do mundo, Marion Bartoli, em dois sets.

### 2013: Primeiro título WTA
No início de março de 2013, Karolina conquistou o primeiro título em simples de sua carreira, o do torneio WTA de Kuala Lumpur, na Malásia. E para isso acontecer, Pliskova, então número 99 do ranking mundial, levou a melhor a vencer na final a americana Bethanie Mattek-Sands em uma partida de três sets, com parciais de 1-6, 7-5 e 6-3, em uma hora e 46 minutos.

### 2014: Evolução, dois títulos, estreia no Top 25
No final de setembro de 2014, Karolina conquistou o título do Torneio WTA de Seul, disputado em quadras rápidas. Na decisão, ela, então número 39 do mundo e cabeça de chave número dois, derrotou a norte-americana Varvara Lepchenko, então quinta cabeça de chave e 43.ª colocada no ranking, por 2–1 em sets, com parciais de 6–3, 6–7 (5–7) e 6–2, em duas horas e onze minutos. Esse título foi o segundo em simples da carreira de Pliskova, à época com 22 anos, e o primeiro na temporada de 2014, ano esse em que a tcheca havia disputado outras três finais de simples, em Pattaya City, Nuremberg e Hong Kong, e perdido todas elas.
Próximo a meados de outubro de 2014, Karolina começou perdendo o primeiro set, mas conseguiu a virada para vencer na decisão do WTA de Linz, na Áustria. A tcheca conquistou o título da competição ao vencer a italiana Camila Giorgi, por 6–7 (4-7), 6–3 e 7–6 (7-4), após 2h25min. Com essa conquista, Karolína conquistou o segundo título em 2014 e o terceiro em simples de sua carreira.
Depois de chegar a cinco finais e vencer duas delas, e aparecer para um público mais amplo no US Open com uma grande vitória sobre a ex-número 1 do mundo, 2014 foi um ano marcante para Karolína. Ela saltou do número 67 do mundo para o número 24.

### 2015: Estreia no Top 10
Em meados de janeiro de 2015, Karolina foi vice-campeã da chave de simples do WTA de Sydney, disputado nas quadras rápidas da Austrália. Pois na final, a compatriota Petra Kvitova, então cabeça de chave número 2 do torneio e quarta melhor do mundo, precisou de dois tie-breaks para vencer Karolína, então 22.ª do ranking mundial, por 2–0 em sets, parciais de 7–6 (7–5) e 7–6 (8–6), depois de 1h51min de confronto.
No final de fevereiro de 2015, Karolina foi vice-campeã de simples do WTA Premier de Dubai, nos Emirados Árabes Unidos. Onde a romena Simona Halep confirmou o favoritismo, derrotou Karolína na final por 2–0 em sets, parciais de 6–4 e 7–6, e ficou com o título do torneio.
No início de maio de 2015, principal favorita do WTA de Praga, na República Tcheca, Karolina confirmou o favoritismo e levantou a taça de campeã do evento disputado no saibro. Para conquistar o título, a tcheca teve que bater sua compatriota Lucie Hradecka na decisão por 2–1 em sets, com parciais de 4–6, 7–5 e 6–3. Esse foi o quarto título de simples da WTA conquistado por Karolína.
No final de junho de 2015, Karolina perdeu a chance de conquistar seu primeiro título WTA na grama. Pois na final, a alemã Angelique Kerber levou a melhor sobre Karolína e conquistou o título da chave de simples do WTA Premier de Birmingham, um dos preparatórios naquele ano para Wimbledon.
Próximo a meados de agosto de 2015, Karolina foi vice-campeã de simples do WTA Premier de Stanford, nos Estados Unidos. Onde na final, a alemã Angelique Kerber mais uma vez levou a melhor sobre Karolína e conquistou o título do torneio vencendo por 2–1 em sets, com parciais de 6–3, 5–7 e 6–4. Com o resultado, Kerber confirmou a “freguesia” de Karolína em finais, já que a alemã foi campeã do WTA Premier de Birmingham, na Inglaterra, no mês de junho, justamente diante da tcheca, triunfando por 2–1 em sets na ocasião.
Em novembro de 2015, Karolina foi vice-campeã da primeira edição do WTA Elite Trophy, disputado no piso rápido e coberto da cidade de Zhuhai, na China, ao perder na final do torneio para a norte-americana Venus Williams, por 2–0 em sets, com parciais de 7–5 e 7–6 (8-6), após 2h03min de batalha.

### 2022: Hiato devido a lesão, quartas de final de Major, fora das 30 primeiras
Karolína foi forçada a desistir de todos os torneios do giro australiano, após sofrer uma lesão na mão durante um treino. Foi a primeira vez que Karolína não participou na chave principal do Grand Slam desde o US Open de 2012, quando não conseguiu passar pela qualificatória para a chave principal.
Karolína perdeu as duas primeiras partidas da temporada, em Indian Wells para Danka Kovinić e em Miami para Anna Kalinskaya, antes de vencer sua primeira partida em Charleston para Katarina Zavatska [en]; ela perderia a partida da segunda rodada para Ekaterina Alexandrova. Derrotando a compatriota Petra Kvitová em Stuttgart, ela perderia as duas partidas seguintes, para Liudmila Samsonova e para Marie Bouzková em Madri. Pliskova regressou então a Roma, onde esteve na final durante três anos consecutivos. Ela perdeu na primeira rodada para Jil Teichmann. No Aberto da França, ela perdeu para a "wild card" francesa classificada em 227ª Leolia Jeanjean [en] na segunda rodada.
Em Berlim, Karolína derrotou Kaia Kanepi e Bianca Andreescu antes de perder para Coco Gauff nas quartas de final. Então, ela foi derrotada por Katie Boulter na segunda rodada de Eastbourne. Em Wimbledon, ela perdeu para Boulter novamente na segunda rodada.
Karolína iniciou o giro norte-americano em quadras duras em San José. Ela finalmente derrotou Boulter na primeira rodada antes de cair para Amanda Anisimova na segunda. Karolína recuperou a forma em Toronto. Chegou às semifinais passando por Barbora Krejčíková, Anisimova, Maria Sakkari e Zheng Qinwen, onde perdeu para Beatriz Haddad Maia, em sets diretos. Isso foi seguido por uma eliminação na segunda rodada para Elise Mertens em Cincinnati.
Como 22ª cabeça de chave no US Open, Karolína chegou à quarta rodada derrotando Magda Linette, Marie Bouzková e Belinda Bencic. Ela chegou às quartas de final, derrotando Victoria Azarenka, onde acertou 53 "winnwers" e cometeu 36 erros em comparação com os 46 "winnwers" e 39 erros de Azarenka, antes de perder para Aryna Sabalenka.
Em Tóquio, Karolína perdeu na segunda rodada para Petra Martić, em sets diretos.
Karolína terminou o ano em 32º lugar, sua classificação de final de ano mais baixa desde 2013.

### 2023: Quarta quartas de final do Australian Open
No Australian Open, Karolína alcançou sua quarta quarta de final derrotando Zhang Shuai.
No Aberto da França, como 16ª cabeça de chave, Karolína foi derrotada por Sloane Stephens na primeira rodada.
Em Wimbledon, Karolína também caiu na primeira rodada para a vinda da qualificatória e estreante do Major Natalija Stevanović [en].
Karolína terminou o ano na 37ª posição, sua classificação de final de ano mais baixa em 10 anos.

### 2024: Primeiro título em quatro anos, volta ao top 40
O primeiro torneio da temporada de Karolína foi o Brisbane International, onde derrotou Naomi Osaka na segunda rodada em uma partida de três sets, mas perdeu para Jeļena Ostapenko na terceira em outra partida de três sets. Ela então participou do Adelaide International, no qual foi derrotada por Kateřina Siniaková na primeira rodada em dois sets. No Australian Open ela foi derrotada pela terceira cabeça de chave Elena Rybakina na primeira rodada em sets diretos.
Em fevereiro, ainda em quadra dura, mas na Europa, Karolína participou do Transylvania Open, onde conquistou o título, o primeiro em quatro anos, sobre a jogadora local Ana Bogdan, sem perder um único set durante o torneio. Na semana seguinte, no Qatar Open, ela alcançou suas primeiras quartas de final no nível WTA 1000 desde o Aberto do Canadá de 2022, com uma vitória sobre a compatriota Linda Noskova. Como resultado, ela voltou ao top 50 do ranking. Em seguida, ela derrotou novamente Naomi Osaka para chegar às semifinais, desta vez em dois sets. Como resultado, antes do início do Dubai Tennis Championships, ela voltou ao top 40 na 36ª posição em 19 de fevereiro de 2024.
Após um bom início de temporada, Karolína recebeu um "wild card" para o Indian Wells Open, que no entanto não conseguiu aproveitar pois perdeu na primeira rodada para Anna Blinkova em jogo de três sets. Já em Miami ela entrou na chave principal pelo ranking, mas da mesma forma, perdeu na primeira rodada para Donna Vekic em jogo de três sets.
Karolína deu início à temporada em quadras de saibro no Open de Rouen, no qual chegou até às oitavas de final perdendo para Sloane Stephens em sets diretos. Em seguida, no Internationaux de Strasbourg, perdeu para Clara Burel na primeira rodada em jogo de três sets. No Aberto da França, perdeu na primeira rodada para a cabeça de chave N° 15, Elina Svitolina, em jogo de três sets. Seu próximo compromisso, foi o Nottingham Open, no qual chegou à final, onde perdeu para Katie Boulter em jogo de três sets ficando com o vice-campeonato.

## Honrarias

### Finais da WTA Premier

#### Simples: 1 (1 vice)
| Posição | Ano  | Campeonato                 | Piso | Oponente     | Placar        |
| ------- | ---- | -------------------------- | ---- | ------------ | ------------- |
| Vice    | 2015 | Dubai Tennis Championships | Duro | Simona Halep | 4–6, 6–7(4–7) |

## Finais da WTA

### Simples: 8 (3 títulos, 5 vices)
| Legenda                             |
| ----------------------------------- |
| Grand Slam (0–0)                    |
| WTA Tour (0–0)                      |
| Premier Mandatory & Premier 5 (0–1) |
| Premier (0–1)                       |
| International (3–3)                 |

| Finais por piso |
| --------------- |
| Duro (3–3)      |
| Saibro (0–1)    |
| Grama (0–0)     |
| Carpete (0–0)   |

| Posição | N. | Data                    | Torneio                                          | Piso     | Oponente              | Placar                  |
| ------- | -- | ----------------------- | ------------------------------------------------ | -------- | --------------------- | ----------------------- |
| Campeã  | 1. | 3 de março de 2013      | Malaysian Open, Kuala Lumpur, Malásia            | Duro     | Bethanie Mattek-Sands | 1–6, 7–5, 6–3           |
| Vice    | 1. | 2 de fevereiro de 2014  | PTT Pattaya Open, Pattaya, Tailândia             | Duro     | Ekaterina Makarova    | 3–6, 6–7(7–9)           |
| Vice    | 2. | 24 de maio de 2014      | Nürnberger Versicherungscup, Nuremberg, Alemanha | Saibro   | Eugenie Bouchard      | 2–6, 6–4, 3–6           |
| Vice    | 3. | 14 de setembro de 2014  | Hong Kong Open, Hong Kong                        | Duro     | Sabine Lisicki        | 5–7, 3–6                |
| Campeã  | 2. | 21 de setembro de 2014  | Korea Open, Seul, Coréia do Sul                  | Duro     | Varvara Lepchenko     | 6–3, 6–7(5–7), 6–2      |
| Campeã  | 3. | 12 de outubro de 2014   | Generali Ladies Linz, Linz, Áustria              | Duro (i) | Camila Giorgi         | 6–7(4–7), 6–3, 7–6(7–4) |
| Vice    | 4. | 15 de janeiro de 2015   | Sydney International, Sydney, Austrália          | Duro     | Petra Kvitová         | 6–7(5–7), 6–7(6–8)      |
| Vice    | 5. | 21 de fevereiro de 2015 | Dubai Tennis Championships, Dubai, EAU           | Duro     | Simona Halep          | 4–6, 6–7(4–7)           |

### Duplas: 5 (4 títulos, 1 vice)
| Legenda                             |
| ----------------------------------- |
| Grand Slam (0–0)                    |
| WTA Tour (0–0)                      |
| Premier Mandatory & Premier 5 (0–0) |
| Premier (0–0)                       |
| International (4–1)                 |

| Finais por piso |
| --------------- |
| Duro (2–0)      |
| Saibro (2–1)    |
| Grama (0–0)     |
| Carpete (0–0)   |

| Posição | N. | Data                   | Torneio                                              | Piso     | Parceira           | Oponentes                                | Placar            |
| ------- | -- | ---------------------- | ---------------------------------------------------- | -------- | ------------------ | ---------------------------------------- | ----------------- |
| Vice    | 1. | 14 de julho de 2013    | Internazionali Femminili di Palermo, Palermo, Itália | Saibro   | Kristýna Plíšková  | Kristina Mladenovic Katarzyna Piter      | 1–6, 7–5, [8–10]  |
| Campeã  | 1. | 13 de outubro de 2013  | Generali Ladies Linz, Linz, Áustria                  | Duro (i) | Kristýna Plíšková  | Gabriela Dabrowski Alicja Rosolska       | 7–6(8–6), 6–4     |
| Campeã  | 2. | 24 de maio de 2014     | Nürnberger Versicherungscup, Nuremberg, Alemanha     | saibro   | Michaëlla Krajicek | Raluca Olaru Shahar Pe'er                | 6–0, 4–6, [10–6]  |
| Campeã  | 3. | 13 de julho de 2014    | Gastein Ladies, Bad Gastein, Áustria                 | Saibro   | Kristýna Plíšková  | Andreja Klepač María Teresa Torró Flor   | 4–6, 6–3, [10–6]  |
| Campeã  | 4. | 14 de setembro de 2014 | Hong Kong Open, Hong Kong                            | Duro     | Kristýna Plíšková  | Patricia Mayr-Achleitner Arina Rodionova | 6–2, 2–6, [12–10] |